# Jabînți, Nova Ușîțea
Jabînți (în ucraineană Жабинці) este un sat în comuna Zamihiv din raionul Nova Ușîțea, regiunea Hmelnîțkîi, Ucraina.

## Demografie
Componența lingvistică a localității Jabînți
     Ucraineană (98,52%)
     Rusă (1,27%)
Conform recensământului din 2001, majoritatea populației localității Jabînți era vorbitoare de ucraineană (98,52%), existând în minoritate și vorbitori de rusă (1,27%).